# Phyllophaga pastassana
Phyllophaga pastassana är en skalbaggsart som beskrevs av Moser 1924. Phyllophaga pastassana ingår i släktet Phyllophaga och familjen Melolonthidae. Inga underarter finns listade i Catalogue of Life.